# Mandjelia anzses
Espèce
Mandjelia anzses est une espèce d'araignées mygalomorphes de la famille des Barychelidae.

## Distribution
Cette espèce est endémique du Queensland en Australie. Elle se rencontre sur le mont Windsor.

## Description
Le mâle holotype mesure 14 mm

## Étymologie
Cette espèce est nommée en référence à l'A.N.Z.S.E.S..

## Publication originale
- Raven, 1994 : Mygalomorph spiders of the Barychelidae in Australia and the Western Pacific. Memoirs of the Queensland Museum, vol. 35, no 2, p. 291-706 (texte intégral).